# Hoplodrina euryptera
Hoplodrina euryptera är en fjärilsart som beskrevs av Charles Boursin 1937. Hoplodrina euryptera ingår i släktet Hoplodrina och familjen nattflyn. Inga underarter finns listade i Catalogue of Life.